# Catoferia martinezii
Catoferia martinezii là một loài thực vật có hoa trong họ Hoa môi. Loài này được Ramamoorthy mô tả khoa học đầu tiên năm 1986.